# Alphomelon adrianguadamuzi
Alphomelon adrianguadamuzi (лат.) — вид мелких наездников-браконид рода Alphomelon из подсемейства Microgastrinae (Braconidae, Ichneumonoidea). Видовое название adrianguadamuzi дано в честь Adrián Guadamuz за его десятилетия совместной работы в группе паратаксономистов Área de Conservación Guanacaste (ACG, Коста-Рика).

## Распространение
Неотропика (Коста-Рика).

## Описание
Паразитические наездники крупных для микрогастерин размеров. Длина тела 3,6 мм, длина переднего крыла 3,6 мм. Основная окраска чёрная со светлыми желтоватыми отметинами. От близких таксонов отличается следующими признаками: тегула бледно-коричневая, темнее желтого плечевого комплекса; тазики обычно красновато-коричневые; первый тергит T1 сравнительно широкий (его медианная длина 1,30—1,40× максимальная ширина). Паразитируют на гусеницах бабочек-толстоголовок (Hesperiidae): Niconiades incomptus, Parphorus decora. Яйцеклад примерно равен по длине задней голени; проподеум морщинистый; первый тергит брюшка немного длиннее своей ширины; второй тергит много шире первого и короче третьего тергита. Жгутик усика 16-члениковый. Нижнечелюстные щупики 5-члениковые, нижнегубные щупики состоят из 3 сегментов. Дыхальца первого брюшного тергита находятся на латеротергитах.